# Kiyohimea aurita
Kiyohimea aurita is een soort in de taxonomische indeling van de ribkwallen (Ctenophora). 
De kwal behoort tot het geslacht Kiyohimea en behoort tot de familie Eurhamphaeidae. De wetenschappelijke naam van de soort werd voor het eerst geldig gepubliceerd in 1940 door Komai & Tokioka.